# Edvin Kulluri
Edvin Kulluri (ur. 25 maja 1976 w Tiranie) – albański polityk i były urzędnik państwowy. Jeden z założycieli partii politycznej Djathtas 1912. W wyborach parlamentarnych w 2025 kandydował z ramienia tej partii w okręgu Vlora.

## Życiorys

### Młodość i wykształcenie
Urodził się w Tiranie, stolicy Albanii. Studiował prawo na Uniwersytecie Tirańskim.

### Kariera zawodowa
Po ukończeniu studiów Kulluri pracował na różnych stanowiskach rządowych, m.in.:
- jako sekretarz generalny w Ministerstwie Obrony,
- doradca w Ministerstwie Samorządu Lokalnego,
- asystent w Kancelarii Premiera,
- lider polityczny gminy Selenicë[2].

## Działalność polityczna
Kulluri był członkiem Rady Narodowej Demokratycznej Partii Albanii.
W 2024 roku współtworzył nową partię polityczną o nazwie Djathtas 1912, mającą charakter centroprawicowy. W wyborach parlamentarnych w 2025 kandydował do parlamentu w okręgu Vlora.